# Чурилово (Усвятський район)
Чурилово (рос. Чурилово) — присілок в Усвятському районі Псковської області Російської Федерації.
Населення становить 111 осіб. Входить до складу муніципального утворення Усвятська волость.

## Історія
Від 2015 року входить до складу муніципального утворення Усвятська волость.

## Населення
| 2001 | 2002 | 2010 |
| ---- | ---- | ---- |
| 158  | ↗161 | ↘111 |